# Silda rubricilia
Silda rubricilia är en fjärilsart som beskrevs av George Francis Hampson 1902. Silda rubricilia ingår i släktet Silda och familjen nattflyn. Inga underarter finns listade i Catalogue of Life.